# Z 4400
Z 4400 — французский электропоезд. Производился во Франции ограниченной серией в 14 составов. Поезд не имел успеха из-за небольшой скорости, маленькой пассажировместимости и большого веса. Принят на эксплуатацию в 1935 на линию Париж-Орлеан. В 1985 году последний поезд был снят с эксплуатации.
В конце 1960-х-начале 1970-х годов серия была распределена по многочисленным депо в Юго-Западном регионе SNCF и передана рабочим маршрутным автобусам в окрестностях Тулузы. Z 4404, разбившийся в 1973 году, списан. Именно в 1984 году Z 4400 прекратили все коммерческие перевозки в районе Тарба, но две единицы все ещё курсировали между Туром и Сен-Пьер-де-Корпусом (рабочие шаттлы) до 1985 года. Z 4412 и 4415 были выведены из эксплуатации в ноябре 1985 года.
Склады в Орлеане, Ле-Обре, Тарбе, Брив-ла-Гайарде, Тулузе, Лиможе, Париже-Юго-Уэсте и Туре-Сен-Пьере насчитывали одну или несколько Z 4400 единиц.